# Dissidenti della Repubblica popolare cinese
I dissidenti della Repubblica popolare cinese sono cittadini di quel Paese che non condividono politiche ed atti del loro governo dimostrandolo attivamente con denunce e proteste non violente. Per questi loro gesti sono minacciati, perseguiti ed anche imprigionati dal sistema di polizia del loro Stato.

## Confinati, incarcerati e/o esiliati
Molti attivisti politici cinesi sono stati fermati, mandati al confine, detenuti o esiliati. Alcuni tra questi sono (tra parentesi sono indicati il periodo della condanna, poi la condizione attuale):
- Bao Tong (1989 - ?) imprigionato nel 1992-1996 ed ora agli arresti domiciliari
- Dalù (-) commemorò il massacro di Tienanmen in radio, ora rifugiato in Italia[1].
- Fang Lizhi (-) esule negli Stati Uniti
- Ding Zilin (-) vive tra Pechino e Jiangsu
- Dong Fangzhuo (dal 2004) emigrato in Gran Bretagna
- Huang Qi (2000 - ?) condannato a cinque anni di carcere nel 2003
- Jiang Yanyong (2004 - 2004) rilasciato senza accuse
- Liu Di (2002 - 2003) rilasciato senza accuse
- Mao Hengfeng rilasciata per gravi motivi di salute
- Wang Dan (1989 - ?) e (1995 - 1998) esule negli USA
- Wang Youcai (1989-?) and (1998- 2004) esule negli USA
- Wei Jingsheng (1979(?) - 1997) rilasciato; emigrato negli USA
- Xiao Qiang (1989 - ?) Vive a Berkeley, in California.
- Wuer Kaixi - esule negli Stati Uniti, ora risiede a Taiwan
- Yang Jianli (2002 - ?) condannato a cinque anni di prigione nel 2004
- Yan Jiaqi (-) esule negli Stati Uniti
- Zhao Changqing - condannato a cinque anni di prigione nel luglio 2003
- Zhang Boli- rifugiato negli Stati Uniti
- Wang Bingzhang (2002 - indefinito) condannato all'ergastolo ed all'isolamento
- Xiong Yan - rifugiato negli Stati Uniti, oggi è nell'esercito USA come cappellano militare.
- Wang Xiaoning (2002 -) condannato a 10 anni di carcere.
- Zhao Yan (2004-2007) rilasciato nel settembre 2007.
- Zhou Fengsuo - ex leader studentesco, rifugiato negli Stati Uniti.
- Xu Zhiyong - condannato a 4 anni di carcere nel 2014 e a 14 anni nel 2023.

Un buon numero di cinesi si proclamano dissidenti quando chiedono di partire per USA, Canada, Regno Unito, Australia o Nuova Zelanda. A volte affermano anche di aver partecipato alle dimostrazioni di Protesta di piazza Tiananmen (15 aprile-5 giugno 1989), di essere fedeli di Falun Gong o perseguitati da una rete spionistica (Chen Yonglin).
Una lista nera di dissidenti di Pechino è stata pubblicata sul South China Morning Post l'8 gennaio 1995 ed elenca le seguenti persone:

## Passibili di arresto al rientro in Cina
- Yan Jiaqi, 53. già collaboratore di Zhao Ziyang. Scappato dalla Cina all'indomani dei fatti di Tiananmen. Ora a New York.
- Chen Yizi, 55. già direttore dell'Istituto di ricerca cinese per la riforma della struttura economica con sede a Pechino. Scappato all'indomani dei fatti di Tiananmen. Oggi a Princeton, New Jersey.
- Wan Runnan, 49. già direttore esecutivo della Stone Computer Corp di Pechino. Scappato all'indomani dei fatti di Tiananmen. Oggi in Francia.
- Su Xiaokang, 46. Scrittore ed autore della controversa serie televisiva "River Elegy". Scappato all'indomani dei fatti di Tiananmen. Oggi a Princeton, New Jersey.
- Wu'er Kaixi, 27. Leader studentesco scappato all'indomani dei fatti di Tiananmen. Oggi a San Francisco.
- Chai Ling, 29. Leader studentesco scappato all'indomani dei fatti di Tiananmen. Oggi a Boston.
- Liang Qingtun, 26. Leader studentesco scappato all'indomani dei fatti di Tiananmen. Oggi a San Francisco.
- Feng Congde, 28. Leader studentesco scappato all'indomani dei fatti di Tiananmen. Oggi in Francia.
- Wang Chaohua, 43. Leader studentesco scappato all'indomani dei fatti di Tiananmen. Oggi studia a Los Angeles.
- Zhang Zhiqing, 31. Leader studentesco, ancora nella lista dei più ricercati di Pechino. Se ne sono perse le tracce all'indomani dei fatti di Tiananmen.
- Zhang Boli, 37. Leader studentesco scappato all'indomani dei fatti di Tiananmen. Ora a Washington.
- Li Lu, 29. Leader studentesco scappato all'indomani dei fatti di Tiananmen. Ora studente a New York.
- Yue Wu, 49. Già direttore di un'industria a Shanxi. Coinvolto nell'organizzazione dei lavoratori nel 1989. Oggi in Francia.
- Zhang Gang, 46. Già vice direttore delle relazioni pubbliche all'Istituto di ricerca cinese per la riforma della struttura economica. Scappato all'indomani dei fatti di Tiananmen. Oggi a New York.
- Yuan Zhiming, 40. Scrittore. Scappato all'indomani dei fatti di Tiananmen. Oggi in Mississippi.
- Wang Runsheng, 40. Già ricercatore all'Istituto di politica dell'Accademia cinese per le scienze sociali. Scappato all'indomani dei fatti di Tiananmen. Oggi in Francia.
- Chen Xuanliang, 48. Già insegnante di filosofia all'Istituto cinese di politica. Scappato all'indomani dei fatti di Tiananmen. Oggi in Francia.
- Zheng Yi, 46. Scrittore. Latitante per tre anni dopo i fatti di Tiananmen. Scappato nel 1992. Ora a Princeton, New Jersey.
- Lu Jinghua, 33. Già commerciante coinvolto nella Federazione Autonoma dei lavoratori di Pechino nel 1989. Ora in New York. Ha cercato di ritornare a Pechino nel giugno 1993, ma fu rimandato negli Stati Uniti.

## Rientro in Cina rifiutato
- Wang Bingzhang, 48. Arrivato in Canada nel 1981 per studiare medicina. Ha fondato la Chinese Alliance for Democracy nel 1984. Ora a New York.
- Hu Ping, 48. Attivista del "Beijing Democracy Wall Movement" nel 1979. Giunse degli USA nel 1986. Già presidente della Chinese Alliance for Democracy. Ora a New York.
- Xu Bangtai, 46. Già studente a Shanghai. Giunse negli USA nel 1984 per studiare giornalismo. Dirigente della Alliance for a Democratic China. Ora a San Francisco.
- Han Lianchao, 44. Già funzionario del Ministero degli esteri cinese. Ora assistente di congressi a Washington.
- Cao Changqing, 42. Già vicecaporedattore dello Shenzhen Youth News. Ha perduto il lavoro nel 1987 dopo aver pubblicato un articolo che chiedeva a Deng Xiaoping di ritirarsi. Ora a New York.
- Liu Yongchuan, 36. Giunse negli USA nel 1986. Ex presidente della Independent Federation of Chinese Students and Scholars di Washington. Ora a San Francisco.
- Liu Binyan, 70. Scrittore e giornalista del People's Daily. Ora a Princeton da dove pubblica la newsletter mensile China Forum. South China Morning Post, January 8, 1995
- Han Dongfang, 32. Già leader della Beijing Workers' Autonomous Federation. Imprigionato per due anni dopo i fatti di Tiananmen. Giunse negli USA per sottoporti a cure mediche nel 1992. Ritornato in China nell'agosto del 1993, fu subito deportato ad Hong Kong.
- Xiong Yan, 31. Già leader studentesco. Fu arrestato a Pechino ed incarcerato per due anni prima di lasciare la Cina nel 1992. Ora nello US Army. Dirigente del Chinese Freedom and Democracy Party.
- Zhao Pinlu, 39. Tra i fondatori del Beijing Workers' Autonomous Federation nel 1989. Scappò ed ora vive a New York. È tra i dirigenti del International Chinese Workers Union.

## Da trattare "secondo le circostanze e le situazioni"
- Fang Lizhi, 59. Già vice presidente della Chinese University of Science and Technology. Giunto negli USA dopo essersi rifugiato per un anno nell'Ambasciata americana di Pechino. Ora insegna fisica alla University of Arizona.
- Li Shuxian, 60. Moglie di Fang Lizhi e già insegnante di fisica all'Università di Pechino.
- Yu Dahai, 34. giunse negli USA nel 1982 per studiare fisica a Princeton. Ora è caporedattore del giornale Beijing Spring nel New Jersey.
- Wu Fan, 57. Già insegnante all'Università di Anhui University. Ora lavora a San Francisco. Presidente del comitato direttivo dell'Alliance for a Democratic China.
- Ni Yuxian, 50. Democracy Wall activist. Segretario generale del Chinese Freedom and Democracy Party. Cercò di ritornare in Cina nel 1992, ma fu respinto. Vive a New York.
- Yao Yueqian, 57. Vive a Tokyo.
- Tang Guangzhong, 46. Insegna negli USA.
- Guo Luoji, 63. Già professore di filosofia all'Università di Nanjing. Punito per aver criticato l'arresto di Wei Jingsheng nel 1979. Ora insegna alla Columbia University.
- Harry Wu, 58. Giunse negli USA nel 1985 come visiting scholar alla Stanford University. Ora è direttore esecutivo della Laogai Foundation in California e cittadino USA. Gli fu rifiutato il visto ad Hong Kong nel 1993, ma ha cercato due volte di rientrare in Cina segretamente.
- Shen Tong, 27. Già leader studentesco giunto negli USA dopo i fatti di piazza Tiananmen. Studia alla Boston University. Dirigente del China Democracy Fund. Ritornato in Cina nell'agosto 1992, arrestato a settembre a Pechino ed espulso verso gli USA.
- Wang Ruowang, 77. Scrittore ed attivista dei diritti umani a Shanghai. Detenuto per un anno dopo i fatti di piazza Tienanmen. Arrivato negli USA nel 1992. Ora a New York. Convenor -general of the Co-ordinating Committee of the Chinese Democratic Movement.
- Feng Suying (noto anche come Yang Zi), 57. Ingegnere ed attivista dei diritti umani. Ora a New York.
- Liu Qing, 47. Detenuto per quasi 11 anni per il "Democracy Wall Movement" del 1979. Giunto negli USA nel luglio 1992. Ora dirigente nel di organizzazioni sui diritti umani in Cina con sede a New York.
- Xue Wei, 52. Giunse negli USA nel 1980. Ora manager per il Beijing Spring.
- Chen Jun, 37. Ex activista democratico Beijing. Esiliato nell'aprile 1989.
- Yang Jianli, 32. Si recò negli USA come studente nel 1982. Ora alla Harvard University. Vice-presidente dell'Alliance for a Democratic China.
- Zhao Haiqing, 39. Si recò negli USA nel 1982 per studiare presso la University of Pennsylvania. Ex presidente dell'IFCSS. Si occupa ora di business a Washington. Presidente del National Council of Chinese Affairs.
- Zhu Jiaming, 45. Economista. Ex-vice direttore dell'International Policy Institute della Zhongxing Investment Company. Ora studioso presso il Massachusetts Institute of Technology.
- Xu Jiatun, 79. Ex direttore dello Hong Kong bureau of Xinhua. Negli USA dopo il 1989. Risiede a Los Angeles.